# Chwila (singel)
Chwila – singel polskiego zespołu muzycznego Zakopower, promujący album studyjny, zatytułowany Widzialne / Niewidzialne. Singel został wydany 26 sierpnia 2022.

## Geneza utworu i historia wydania
Utwór napisali i skomponowali Bartłomiej Kudasik, Mateusz Pospieszalski i Sebastian Karpiel-Bułecka.
Singel ukazał się w formacie digital download 26 sierpnia 2022 w Polsce za pośrednictwem wytwórni płytowej Kayax. Kompozycja została umieszczona na ósmym albumie studyjnym Zakopower – Widzialne / Niewidzialne.
Do utworu powstał teledysk, który udostępniono w dniu premiery singla za pośrednictwem serwisu YouTube.